# Шапиро, Борис Израилевич
Борис Израилевич Шапиро — немецкий физик, поэт (на русском и немецком языках), доктор естественных наук, изобретатель особой конструкции беспоршневого роторного двигателя (RKM engine, так называемый «мотор Шапиро»).

## Биография
Родился в семье экономиста, работавшего в Наркомате чёрной металлургии. В 1968 окончил физфак МГУ. Во время учёбы вместе с Владимиром Герциком организовал и вёл на факультете поэтическое объединение «Кленовый лист» (1963—1965), устроившее два университетских поэтических фестиваля и создавшее «Поэтический театр» (состоялось четыре представления). Работал в школе.
В 1975 женился во второй раз на немке, приехавшей по обмену, после чего выехал в ФРГ. В 1979 получил степень доктора естественных наук в Тюбингенском университете. В 1981—1986 работал на кафедре теоретической физики Регенсбургского университета. Стал там организатором «Регенсбургских поэтических чтений» (1982—1986). Затем руководитель отдела в Институте медицинских и естественно-научных исследований (Naturwissenschaftlichen und Medizinischen Institut) в Ройтлингене при Тюбингенском университете, директор координационного штаба по научной и технологической кооперации Германии со странами СНГ (Koordinationsstab fur Wissenschaftliche und Technologische Kooperation mit den GUS-Landern).
В 1990 создал общество WTK (Wissenschaft-Technologie-Kultur e. V.), которое поддерживает литераторов, художников, устраивает чтения, выставки, публикует поэтические сборники, проводит семинары и конференции. Переводит поэзию с немецкого языка (Гёльдерлин, Целан, Хильда Домин, Герта Мюллер и др.).
С 1995 живёт в Берлине.
Член Европейского Физического общества, Немецкого Физического общества (Deutsche Physikalische Gesellschaft e. V., DPG), Немецкого общества языковедения (Deutsche Gesellschaft fur Sprachwissenschaften e. V., DGfS); Международного ПЕН-клуба, Содружества русскоязычных литераторов Германии (СЛоГ).
Изобрёл беспоршневой роторный двигатель, который находится в стадии разработки.

## Премии
- премия фонда искусств ПЛААС (Literatur-Stipendium der ART-Stiftung PLAAS, 1984)
- 2-я премия Международного ПЕН-клуба (1998)
- 2-я премия Гильдии искусств Германии (Lyrikpreis der Künstlergilde, 1999)
- премия фонда Конрада Аденауэра (Förderpreis der Konrad Adenauer Stiftung, 2000)

## Творчество
Для Шапиро работа над поэтическим произведением начинается со звука. Многообразие форм в «Соло на флейте» объясняется прежде всего богатством мира звуков, ищущих языкового выражения. Сам Шапиро говорит о «музыкальной пресемантике», как о семантике музыкальной организации стихотворения, свободной в отношении к контексту («контексто-свободной»). Это выражается в склонности Шапиро к параллелизмам, ассонансам и необычным рифмам, причем консонанс часто используется им для усиления семантического контраста.

## Сочинения

### На русском языке
- Соло на флейте, München, 1984 (перепечатка — Ленинград, 1991)
- Две луны, М.: Ной, 1995
- Предрассудок, СПб: Алетейя, 2008
- Тринадцать: Поэмы и эссе о поэзии, СПб: Алетейя, 2008

### На немецком языке
- Metamorphosenkorn, Tübingen, 1981
- Der Ausflug, пьеса, журнал «exempla», № 2. 1990
- Nikeische Löwin, Oberbaum Verlag, Berlin 1998
- «Die Stimmen», Erzählung, in: Merkur, Heft 2 (610) 2000
- Nur der Mensch, Gedichte und Wie ein Fink, Poeme, Verlag Ralf Liebe, 2007, ISBN 978-3-935221-85-6